# Arvid Taube
Arvid Fredrik Taube, född den 19 januari 1853 i Låssa socken, Uppsala län, död 14 oktober 1916 i Alingsås, var en svensk greve, militär, diplomat och politiker. Han var Sveriges utrikesminister 1909–1911.

## Biografi
Taube avlade kansliexamen i Uppsala 1877, en examen som var nödvändig för att inträda i statstjänst. 1878 blev han löjtnant vid Livgardet till häst. Han inträdde därefter i tjänst vid utrikesdepartementet där han blev attaché 1879. Efter en snabb och plikttrogen tjänst inom UD blev han chef för dess politiska avdelning. Under en kort tid var han tillförordnad kabinettssekreterare under den ordinarie kabinettssekreteraren August Gyldenstolpes frånvaro.
Taube var kabinettssekreterare i utrikesdepartement och blev år 1900 major i armén. Åren 1900–1909 var han Sveriges envoyé i Berlin och var därvid även ackrediterad vid hoven i Bayern, Sachsen och Baden.
Som utrikesminister 1909–1911 var han starkt protyskt inriktad och ivrade för stärkt militärt samarbete mellan Sverige och det tyska kejsardömet för att möta ett eventuellt hot från Ryssland. Under hans tid som utrikesminister initierades generalstabssamtalen mellan den svenske generalstabschefen Knut Bildt och hans tyske motsvarighet Helmuth von Moltke d.y. Inom regeringen hade enbart Taube och statsminister Arvid Lindman kännedom om dessa kontakter. Samtalen rann dock ut i sanden när Sverige inte ville binda sig till att inträda på Tysklands sida vid ett eventuellt krig.
Efter den första Lindmanregeringens fall efter andrakammarvalet i september 1911 utsågs Taube 1912 återigen till envoyé i Berlin. Han var där en stark förespråkare för Sveriges inträde i första världskriget på Tysklands sida.
Arvid Taube var son till kommissionslantmätaren Henning Adolf Taube och Gertrud Helena Sophia Adelsköld. Han var bror till överste Carl Evert Taube. Arvid Taube gifte sig 26 mars 1884 i Reval med friherrinnan Helene Julie (Ella) Taube af Karlö (1860–1930) från Laupa herrgård i Jerwen i Estland. Makarna Taube är begravda på Stadskyrkogården i Alingsås.

## Utmärkelser

### Svenska utmärkelser
- Riddare och kommendör av Kungl. Maj:ts orden (Serafimerorden), 6 juni 1910 (riddare av Kungl. Nordstjärneorden 1 december 1891, kommendör 1 december 1898, kommendör av 1 klassen 1 december 1900, kommendör med stora korset 29 april 1908) .[6]
- Kronprins Gustafs och Kronprinsessan Victorias silverbröllopsmedalj, 1906.[7]

### Utländska utmärkelser

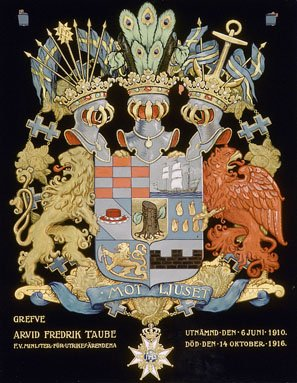
Arvid Taube vapensköld som Serafimerriddare.

- Storkorset av Badiska Berthold I av Zähringens orden, 1908.[7]
- Storkorset av Badiska Zähringer Löwenorden, 1906.[7]
- Storkorset av Bayerska Sankt Mikaels förtjänstorden, 1909[7]
- Riddare av Danska Elefantorden, 1911.[7]
- Storkorset av Mecklenburgska Griporden, 1903.[7]
- Riddare av första klassen med briljanter av Preussiska Röda örns orden, augusti 1908.[7]
- Riddare av första klassen av Preussiska Kronorden, 6 juli 1904.[7]
- Storkorset av Rumänska kronorden, 1898.[7]
- Riddare av första klassen av Ryska Sankt Stanislausorden, 1898 (andra klass 1894) .[7]
- Storkorset med gyllene stjärna av Sachsiska Albrektsorden, 21 april 1909.[7]
- Storkorset av Österrikiska Frans Josefsorden, 1897.[7]
- Kommendör av första graden av Danska Dannebrogorden, 16 oktober 1897.[7]
- Kommendör av första klassen av Norska Sankt Olavs orden, 26 september 1897 (riddare 21 januari 1894).[7]
- Kommendör av första klassen av Spanska Karl III:s orden, 1893 (riddare 1887).[7]
- Andra klassen av Osmanska rikets Osmanié-orden, juli 1899.[7]
- Tredje klassen av Japanska Heliga skattens orden, 1892.[7]
- Riddare av andra klassen av Ryska Sankt Annas orden, 1892.[7]
- Kommendör av Monacos Karl den heliges orden, 1884.[7]
- Riddare av Franska Hederslegionen, 1879